# Château de Roucourt
Le château de Roucourt est situé à Roucourt, dans le département du Nord, commune dont il fait la renommée depuis 250 ans. Son parc est recensé dans la base Mérimée.

## Historique
Il est construit en 1765 à Roucourt dans le style Louis XVI pour Jean François Bérenger, commissaire général des fontes de l’artillerie de France, il remplace l'ancien château qui se trouvait plus au nord du village. Depuis 1790, le domaine appartient à la famille du Baron Becquet de Megille (alors maire de Douai) qui a continué à l'aménager. Le parc qui l'entoure est inscrit au pré-inventaire des jardins remarquables avec son verger et son potager. Il comprend un pavillon chinois, l'ancien pilori du village et le colombier.
En 2023, les nouveaux propriétaires de la ferme du château se lancent dans un important projet de rénovation avec le concours d’un architecte. Le gîte du vieux logis ouvre ses portes pour accueillir jusqu’à 14 personnes.